# Fabián Carini
Héctor Fabián Carini Hernández (Montevideo, 26 december 1979) is een Uruguayaans voetbaldoelman die in 2009 voor de Braziliaanse eersteklasser Atlético Mineiro uitkwam. Voordien speelde de Uruguayaanse international onder andere voor Juventus, Standard Luik en Inter Milaan.

## Clubcarrière
Carini begon zijn profcarrière bij het Uruguayaanse Danubio FC. Na drie seizoenen verliet hij de club en trok naar Juventus Turijn, waar hij twee seizoenen als vervanger op de bank zat. In 2002 verhuurde Juventus hem voor twee seizoenen aan het Belgische Standard Luik. Daar mocht Carini wel spelen. In 2004 verliet hij Standard (en Juventus) en trok hij naar Inter Milaan. Bij Inter was hij derde keeper en kwam hij nauwelijks aan spelen toe.
In 2005-2006 werd hij verhuurd aan Cagliari Calcio. Na een jaar verhuurd te zijn kwam Carini in 2006 terug bij Inter, waar hij nu pas vierde keeper was. In 2007 tekende hij een contract bij het Spaanse Real Murcia, die net promoveerde naar de hoogste klasse. Met deze club degradeerde hij mee naar Tweede klasse. In 2010 vertrok hij naar Atlético Mineiro.

## Interlandcarrière
Carini speelde 74 wedstrijden voor de Uruguayaanse nationale ploeg. Hij zat in de selectie die aan de Copa América 2007 deelnam. Hij maakte zijn debuut op 17 juni 1999 in de vriendschappelijke uitwedstrijd tegen Paraguay (2-3), net als Diego Alonso (CA Bella Vista), Leonel Pilipauskas (CA Bella Vista), Alejandro Lembo (CA Bella Vista), Federico Bergara (Club Nacional de Fútbol) en Gabriel Álvez (Club Nacional de Fútbol).
Op 12 november 2005, in de WK-kwalificatiewedstrijd (play-offs) tegen het Australië van bondscoach Guus Hiddink, evenaarde Carini het record van Cayetano Saporiti (1905-1918) door voor de zestiende keer op rij zijn doel "schoon" te houden namens Uruguay.

## Erelijst
Juventus
- Serie A

2002
 Inter Milaan
- Serie A

2007
- Coppa Italia

2005